# Johny Léonard
Jean „Johny“ Léonard (* 3. Oktober 1941 in Bonneweg-Süd) ist ein ehemaliger luxemburgischer Fußballspieler.

## Karriere

### Verein
Léonard begann seine Spielerkarriere 1962 bei Union Luxemburg. Mit dem Hauptstadtklub gewann er zweimal den Coupe de Luxembourg. Beim 2:1 im Finale 1963 gegen Spora Luxemburg erzielte er ein Tor zum zwischenzeitlichen 2:0. Zudem wurde er dreimal in Folge Torschützenkönig der Nationaldivision.
1967 wechselte er zum damaligen Aufsteiger in die französische Division 1, dem FC Metz, für den er bis 1969 spielte. Anschließend ging er zum belgischen Erstligisten ARA La Gantoise. Dort wurde er in seiner ersten Saison Sechster in der Torschützenliste. Mit dem Team aus Ostflandern  stieg er 1971 in die 2. Division ab.
Ab 1972 war für den lothringischen Klub FC Thionville aktiv. 1976 kehrte er zu Union Luxemburg zurück, wo er nach einer Spielzeit seine aktive Laufbahn beendete.

### Nationalmannschaft
Zwischen 1962 und 1970 absolvierte Léonard 32 Länderspiele für die luxemburgische Nationalmannschaft, in denen er acht Tore erzielte.
Sein erstes Spiel bestritt er am 11. November 1962 im Freundschaftsspiel gegen die Niederlande, das mit einer 2:6-Niederlage der Luxemburger endete.
Seinen letzten Einsatz hatte er am 15. November 1970 bei der 0:5-Niederlage im EM-Qualifikationsspiel gegen die DDR.

## Erfolge
- Luxemburgischer Pokalsieger: 1963 und 1964
- Torschützenkönig Nationaldivision: 1964, 1965, 1966